# Daihatsu Pyzar
De Daihatsu Pyzar (ook Gran Move) is een kleine MPV van het Japanse automerk Daihatsu. De Pyzar is gebouwd op het chassis van de Daihatsu Charade. Door de gescheiden achterbank werd de wagen in vele landen verkocht als vierpassagierswagen.
In 1999 kreeg de wagen een milde facelift. Naast de optische veranderingen werd ook een 1,6 liter-versie aan het gamma toegevoegd.

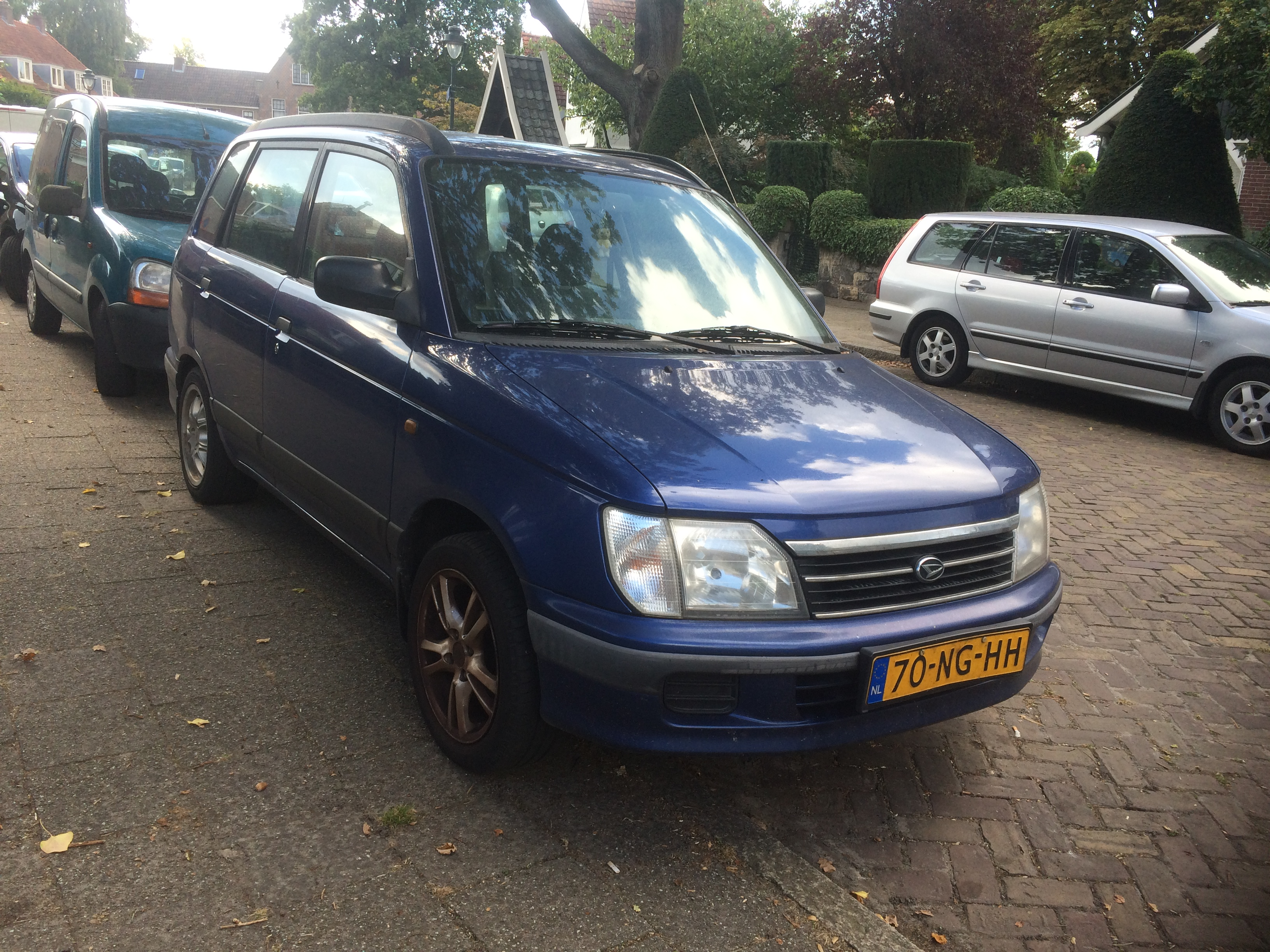
Voorkant
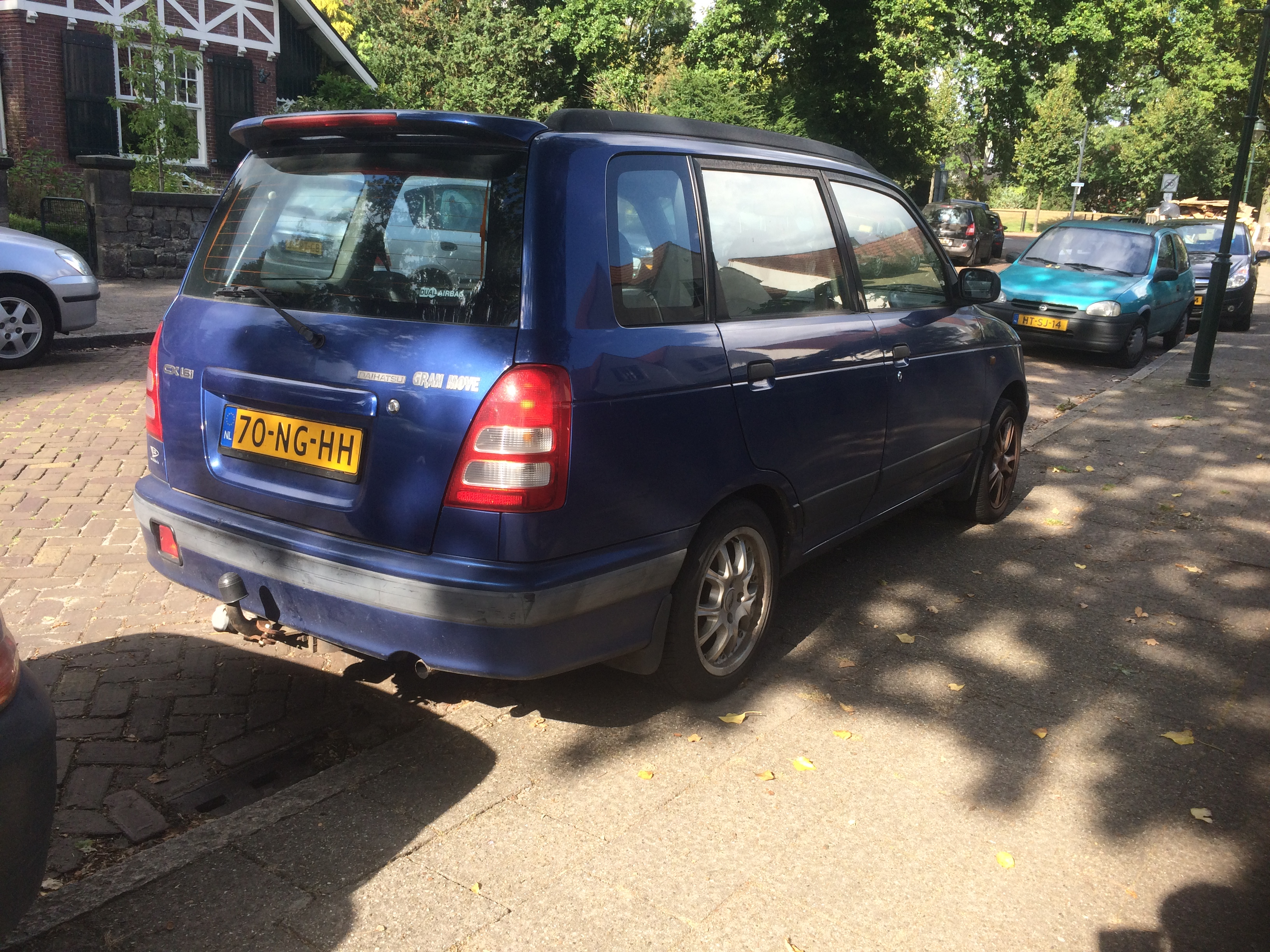
Achterkant